# Àntim IV de Constantinoble
Àntim IV de Constantinoble (en grec Άνθιμος Δ') va ser Patriarca de Constantinoble des de l'any 1840 al 1841 i del 1848 al 1852.
Nascut a Constantinoble, va ser metropolità d'Iconi (1825-1835), de Larissa (1835-1837) i de Nicomèdia (1837-1840). La seva elecció com a patriarca l'any 1840 va tenir l'oposició de la Sublim Porta, i el sultà Abdülmecit va destituir-lo. Va marxar exiliat a les Illes dels Prínceps.
L'any 1848 va tornar a ser elegit, i va haver de negociar amb l'Església Ortodoxa de Grècia que s'havia declarat autocèfala, tema que va resoldre amb uns acords secrets. L'any 1850 va publicar un decret on considerava legal l'autocefàlia de l'Església Grega. L'any 1852 va abdicar per segona vegada del tron patriarcal i es va retirar de nou a les Illes dels Prínceps, fins a la seva mort el 1878.